# Calamagrostis cleefii
Calamagrostis cleefii är en gräsart som beskrevs av Escalona. Calamagrostis cleefii ingår i släktet rör, och familjen gräs.
Artens utbredningsområde är Colombia. Inga underarter finns listade i Catalogue of Life.